# Oppidala Ramundberget
Oppidala Ramundberget este o arie protejată (arie specială de conservare — SAC, sit de importanță comunitară — SCI) din Suedia întinsă pe o suprafață de 1,2 ha, integral pe uscat.

## Localizare
Centrul sitului Oppidala Ramundberget este situat la coordonatele 62°43′11″N 12°20′15″E / 62.7196°N 12.3376°E.

## Înființare
Situl Oppidala Ramundberget a fost declarat sit de importanță comunitară în mai 2006 pentru a proteja un număr necunoscut de specii din flora spontană și fauna sălbatică aflate în arealul zonei. Situl a fost protejat și ca arie specială de conservare în decembrie 2017.

## Biodiversitate
Situată în ecoregiunea alpină, aria protejată conține 1 habitat natural: Fânețe montane.
La baza desemnării sitului se află un număr nedeclarat de specii protejate.